# Antonov An-70
Antonov An-70 là thế hệ máy bay vận tải hạng nặng sử dụng bốn động cơ tua bin cánh quạt thế hệ mới,và là máy bay đầu tiên sử dụng các động cơ tua bin propfan.Được phát triển bởi phòng thiết kế Antonov để thay thế loại máy bay vận tải quân sự đã lỗi thời An-12, công việc thiết kế và chế tạo An-70 đã bắt đầu từ đầu thập kỷ 1990 đến nay.
Chuyến bay đầu tiên của mẫu thiết kế diễn ra ngày 16 tháng 12, 1994 tại Kiev, Ukraina.

## Lịch sử chế tạo và tiếp thị
Nga và Ukraina năm 2002 đã đồng ý một thỏa thuận sản xuất với tỷ lệ chia sẻ rủi ro 50-50. Đặc biệt, đã có những kế hoạch nhằm thiết lập việc sản xuất hàng loạt model này tại cả Kiev và Samara (Nga), đảm bảo việc làm cho khoảng 80.000 người ở cả hai nước. Chính phủ Nga đã tỏ ý quan tâm tới việc mua 160 chiếc máy bay này cho lĩnh vực quân sự của họ.
Nguyên mẫu đầu tiên đã tan tành trong một chuyến bay thử năm 1995 làm 7 người chết. Mẫu thứ hai bị hư hại trong một lần hạ cánh khẩn cấp năm 2001 trong lần bay thử nghiệm ở thời tiết lạnh tại Nga, nhưng đã được sửa chữa lại. Ngay sau lần lao xuống đất đầu tiên, chính quyền Nga đã bắt đầu đặt câu hỏi về những khả năng của An-70 và đưa ra những yêu cầu phát triển hơn nữa.
Tháng 5, 2005, các quan chức cao cấp của Không quân Nga tuyên bố rằng sự phát triển từ hai phía và những thử nghiệm thêm nữa của loại máy bay này đang được tiếp tục, dù một nguồn tin từ bên trong (Piort Butowski) nói rằng An-70 đang đánh mất cơ hội cho loại Il-76MF cải tiến, cùng với Tu-330 và Il-214 cũng đang trở thành những đối thủ đáng gờm. Tháng 11, 2005, Bộ Quốc phòng Ukraina thông báo các kế hoạch mua năm chiếc AN-70 cho Không quân Ukraina. Tháng 12, 2005, Antonov cho rằng việc sản xuất loại máy bay này vẫn đang được ưu tiên.
Tháng 4, 2006, Nga thông báo việc rút lui hoàn toàn khỏi dự án. Lãnh đạo Không quân Nga Vladimir Mikhailov cho rằng An-70 đã trở thành một loại máy bay chở hàng hạng nặng quá đắt đỏ - một đối thủ cạnh tranh không tương xứng với loại Il-76MF cải tiến và các dự án khác, coi các kế hoạch gia nhập NATO của Ukraina, khiến cho việc tham gia dự án của Nga trở nên lạc lõng kể từ khi diễn ra cách mạng da cam vào cuối năm 2004 tại Ukraina. Năm 2010 Ukraina và Nga đã đồng ý sản xuất loại máy bay này cho thị trường Nga. Tới năm 2006, loại máy bay này đã được thử nghiệm đầy đủ và được chứng nhận quốc tế, dù Nga và các khách hàng tiềm năng phương Tây vẫn chưa đầu tư vào việc mua hay sản xuất hàng loạt loại An-70.

## Công nghệ

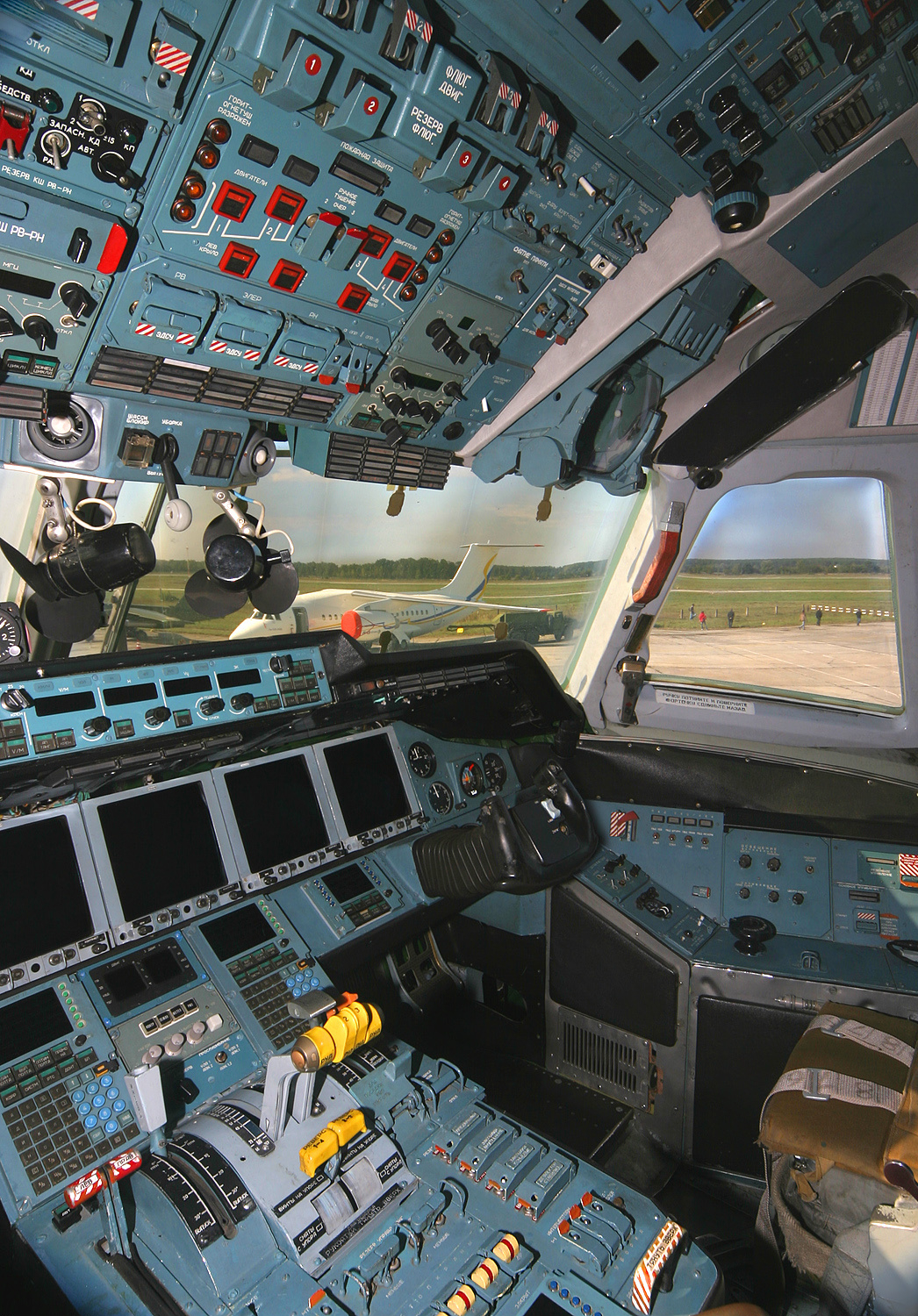
Buồng lái hiện đại của An-70

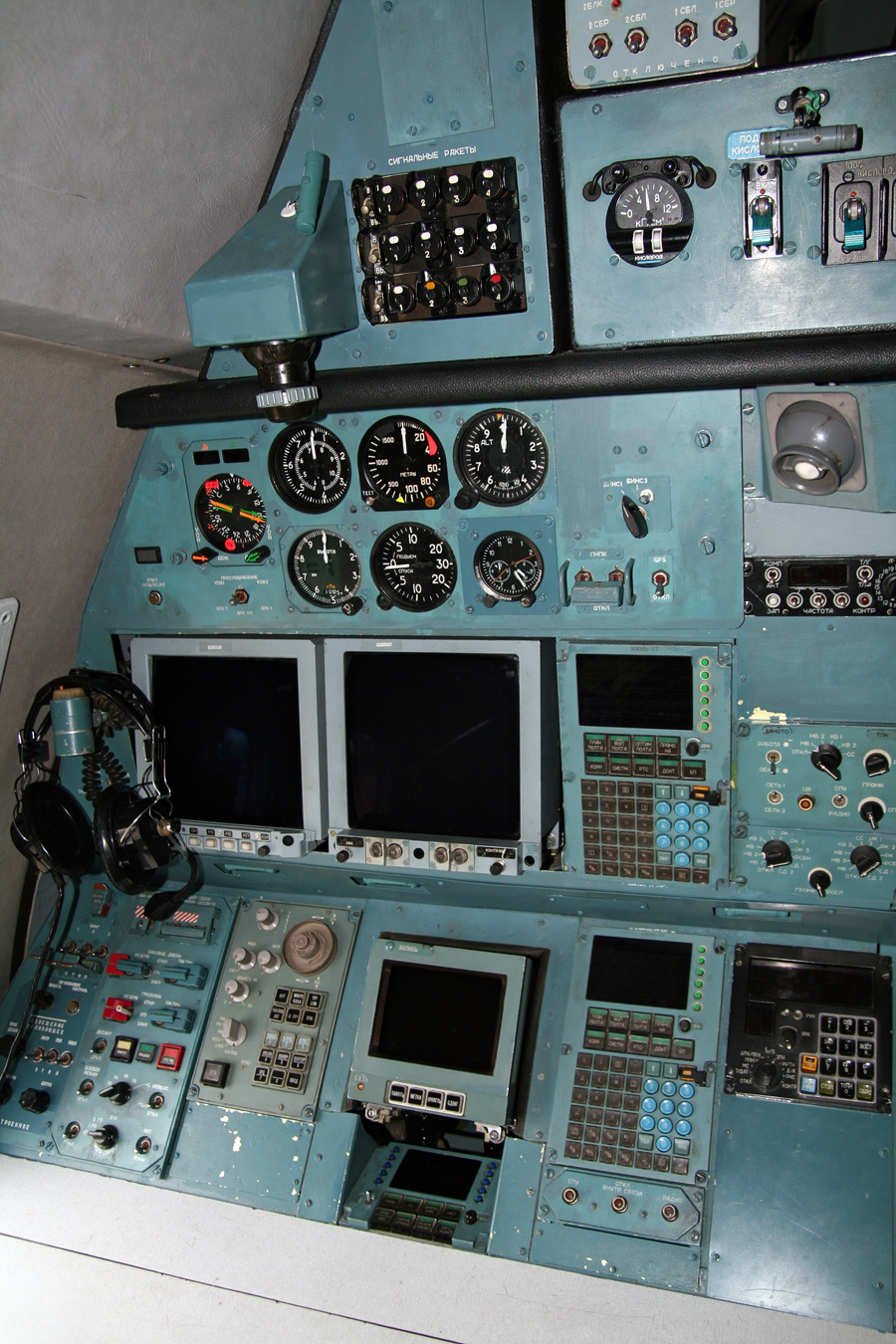
Một góc buồng lái của An-70

Hệ thống lái fly-by-wire hoàn toàn, An-70 có các đặc tính buồng lái với các màn hình hiển thị và sử dụng hoàn toàn vật liệu composite. Nó có bốn động cơ phản lực cánh quạt đẩy D-27, mỗi động cơ có một đôi cánh quay ngược chiều và đạt tới hiệu suất (theo tuyên bố) tới 90% ở tốc độ phản lực.

## Thông số kỹ thuật (An-70)

### Đặc điểm riêng
- Phi đoàn: 3-5
- 'Sức chứa: 300 lính dù hoặc 206 thương binh
- Trọng tải: 47 tấn (2.25g) (103.620 lb (2.25g)) hàng hóa
- Chiều dài: 40.7 m (133 ft 6 in)
- Sải cánh: 44.06 m (144 ft 7 in)
- Chiều cao: 16.38 m (53 ft 9 in)
- Diện tích cánh: 66.230 kg (146.000 lb)
- Trọng lượng rỗng: 108.860 kg (240.000 lb)
- Trọng lượng cất cánh: 145.000 kg (2.25g) (319.725 lb (2.25g))
- Trọng lượng cất cánh tối đa:
- Động cơ: 4× động cơ propfan Progress D-27, 10.350 kW (14.000 hp) mỗi chiếc

### Hiệu suất bay
- Vận tốc cực đại: 780 km/h (420 knots, 485 mph)
- Tầm bay: 6.600 km (3.600 nm, 4.100 mi) với 20 tấn hàng hóa - 8.000 km (4.320 nm, 4.970 mi) khi không tải
- Trần bay: 12.000 m (40.000 ft)
- Vận tốc lên cao: 24.9 m/s (4.900 ft/min)
- Lực nâng của cánh: n/a
- Lực đẩy/trọng lượng: n/a

## Nội dung liên quan

### Máy bay có tính năng tương đương
- Airbus A400M

### Trình tự thiết kế
- An-22 - An-24 - An-32 - An-70 - An-72 - An-74 - An-124